# Komisja Rolnictwa i Rozwoju Wsi (Sejm)

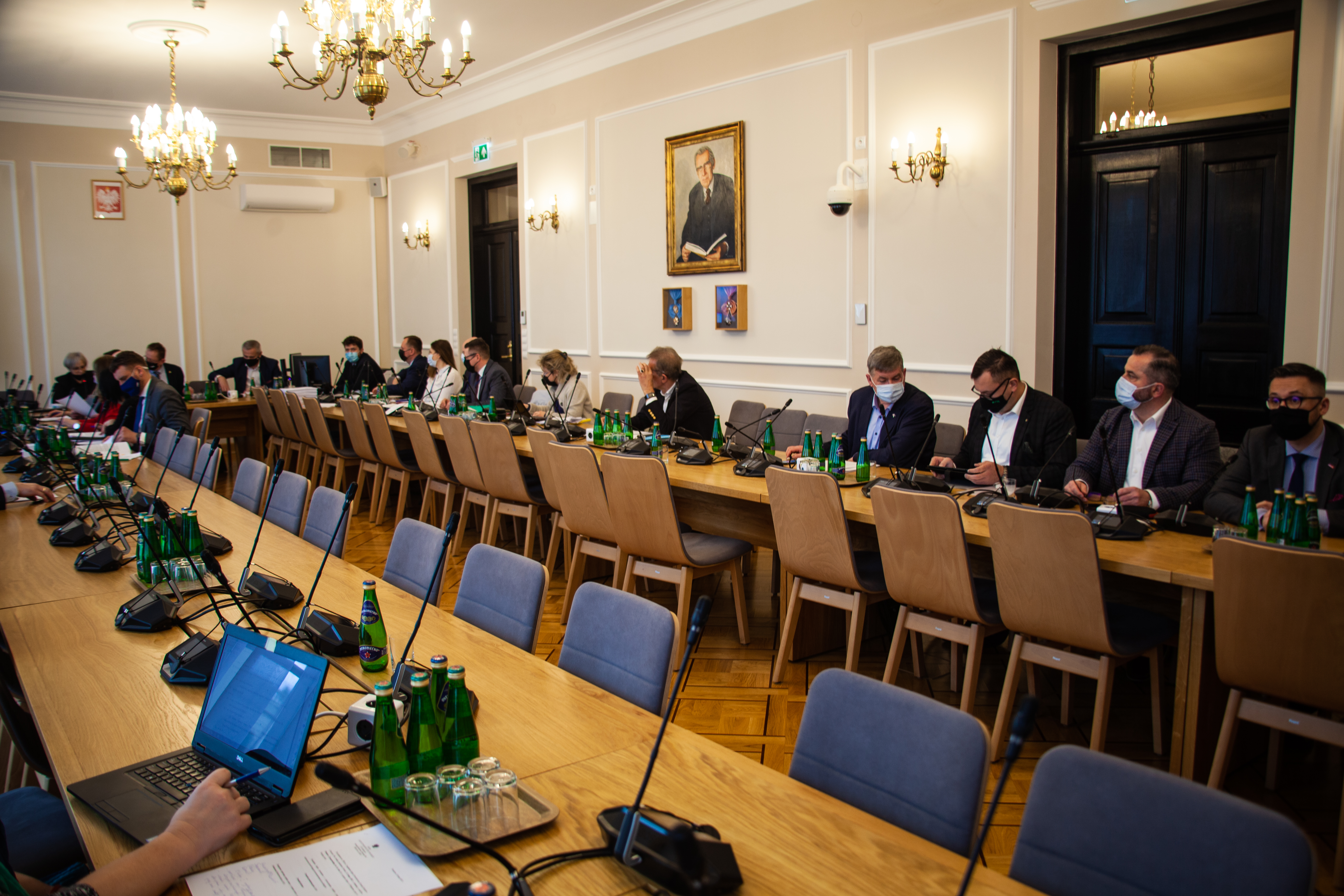
Posiedzenie Komisji Rolnictwa i Rozwoju Wsi (2022)

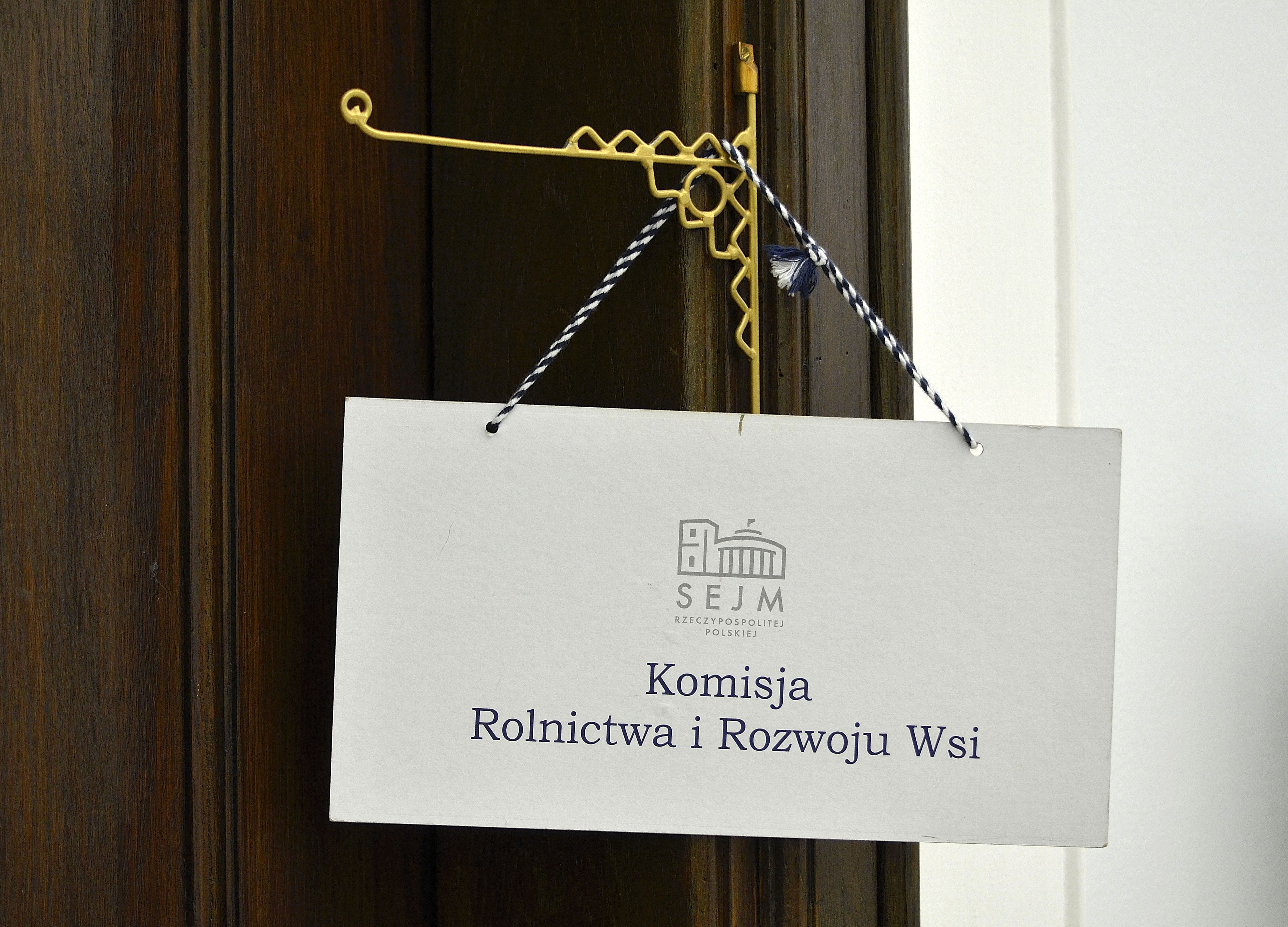
Informacja o trwającym posiedzeniu Komisji

Komisja Rolnictwa i Rozwoju Wsi (skrót: RRW) – jedna ze stałych komisji sejmowych.
Do zakresu jej zadań należą sprawy rolnictwa, ogrodnictwa, sadownictwa, skupu płodów rolnych, hodowli, spółdzielczości rolniczej, gospodarki i ochrony gruntów rolnych i leśnych, zaopatrzenia wsi i rolnictwa w środki produkcji, w tym melioracji i zaopatrzenia wsi w wodę, przemysłu spożywczego, rybactwa śródlądowego oraz przetwórstwa rybnego, społeczno-zawodowych organizacji rolników i sytuacji socjalno-bytowej ludności wiejskiej. Komisja zajmuje się również sprawami określania kierunków demonopolizacji organów i struktur zajmujących się powyższą działalnością oraz rozwoju i modernizacji infrastruktury wsi, oraz problematyką związana z oświatą i doradztwem rolniczym.

## Sejm X kadencji

### Prezydium
- Mirosław Maliszewski (PSL-TD) – przewodniczący
- Piotr Głowski (KO) – zastępca przewodniczącego
- Kazimierz Gwiazdowski (PiS) – zastępca przewodniczącego
- Kazimierz Plocke (KO) – zastępca przewodniczącego
- Robert Telus (PiS) – zastępca przewodniczącego

### Podkomisje
- Podkomisja stała do spraw monitoringu Wspólnej Polityki Rolnej Unii Europejskiej i akcesji nowych państw do Unii Europejskiej ze szczególnym uwzględnieniem Ukrainy (RRW01S)[1]
  - przewodniczący – Jarosław Rzepa (PSL-TD)
- Podkomisja stała do spraw biogospodarki i innowacyjności w rolnictwie (RRW02S)[2]
  - przewodniczący – Wiesław Różyński (PSL-TD)
- Podkomisja stała do spraw dobrostanu zwierząt gospodarskich i ochrony produkcji zwierzęcej w Polsce oraz zwalczania chorób zakaźnych zwierząt (RRW03S)[3]
  - przewodnicząca – Małgorzata Tracz (KO)
- Podkomisja stała do spraw bezpieczeństwa żywności, eliminowania nieuczciwych praktyk w obrocie żywnością oraz sprzedaży bezpośredniej i handlu detalicznego produktów wytworzonych w gospodarstwach rolnych (RRW04S)[4]
  - przewodnicząca – Alicja Łepkowska-Gołaś (KO)
- Podkomisja stała do spraw monitorowania programu zwiększania wykorzystania polskiego białka roślinnego w paszach (RRW05S)[5]
  - przewodniczący – Zbigniew Dolata (PiS)

## Prezydium Komisji w Sejmie IX kadencji
- Robert Telus (PiS) – przewodniczący
- Ryszard Bartosik (PiS) – zastępca przewodniczącego
- Kazimierz Gwiazdowski (PiS) – zastępca przewodniczącego
- Dorota Niedziela (KO) – zastępca przewodniczącego
- Jarosław Sachajko (PSL-Kukiz15) – zastępca przewodniczącego

## Prezydium Komisji w Sejmie VIII kadencji
- Jarosław Sachajko (Kukiz’15) – przewodniczący
- Jan Krzysztof Ardanowski (PiS) – zastępca przewodniczącego[6]
- Kazimierz Gwiazdowski (PiS) – zastępca przewodniczącego
- Mirosław Maliszewski (PSL) – zastępca przewodniczącego
- Dorota Niedziela (PO) – zastępca przewodniczącego
- Robert Telus (PiS) – zastępca przewodniczącego

## Prezydium Komisji w Sejmie VII kadencji
- Krzysztof Jurgiel (PiS) – przewodniczący

- Jan Krzysztof Ardanowski (PiS) – zastępca przewodniczącego
- Artur Dunin (PO) – zastępca przewodniczącego
- Leszek Korzeniowski (PO) – zastępca przewodniczącego
- Mirosław Maliszewski (PSL) – zastępca przewodniczącego

## Prezydium Komisji w Sejmie VI kadencji
- Leszek Korzeniowski (PO) – przewodniczący
- Krzysztof Jurgiel (PiS) – zastępca przewodniczącego
- Józef Klim (PO) – zastępca przewodniczącego
- Mirosław Maliszewski (PSL) – zastępca przewodniczącego
- Wojciech Mojzesowicz (PJN) – zastępca przewodniczącego
- Wojciech Pomajda (SLD) – zastępca przewodniczącego

## Prezydium Komisji w Sejmie V kadencji
- Krzysztof Jurgiel (PiS) – przewodniczący
- Andrzej Fedorowicz (LPR) – zastępca przewodniczącego
- Jan Łączny (Samoobrona RP) – zastępca przewodniczącego
- Kazimierz Plocke (PO) – zastępca przewodniczącego
- Wojciech Pomajda (SLD) – zastępca przewodniczącego

## Prezydium Komisji w Sejmie IV kadencji
- Wojciech Mojzesowicz (PiS) – przewodniczący
- Romuald Ajchler (SDPL) – zastępca przewodniczącego
- Andrzej Aumiller (Samoobrona RP) – zastępca przewodniczącego
- Stanisław Kalemba (PSL) – zastępca przewodniczącego
- Stanisław Kopeć (SLD) – zastępca przewodniczącego

## Prezydium Komisji w Sejmie III kadencji
- Gabriel Janowski (niez.) – przewodniczący
- Józef Jerzy Pilarczyk (SLD) – zastępca przewodniczącego
- Zdzisław Pupa (AWS) – zastępca przewodniczącego
- Jan Wyrowiński (UW) – zastępca przewodniczącego
- Wojciech Szczęsny Zarzycki (PSL) – zastępca przewodniczącego